# ザ・ウォッチャー
『ザ・ウォッチャー』（The Watcher）は、2000年にアメリカ合衆国で公開されたスリラー映画。

## ストーリー
FBI捜査官のキャンベルは、過去にロサンゼルスで女性ばかりを狙う連続殺人鬼グリフィンを追っていた。彼の手口は、大都会の片隅で孤独な生活を送る女性を数週間かけて生活や行動パターンを調べ上げ、犯行当日の朝に標的が外出した後の家に侵入し、帰宅後を襲って最後にはピアノ線で絞殺するもの。そして彼は犯行の前に捜査当局に対して標的の写る写真を送りつけて予告をしていた。だが、写真以外にヒントのない彼の予告殺人を阻止することはキャンベルですら困難で、ついには自分と不倫関係にあった人妻が襲われた末、逃走するグリフィンを追跡するのに気を取られるあまり彼女が火事で焼死するのを助けられなかった自分の無力さに嫌気が差し、現在は静かに暮らそうとシカゴに移り住んでいた。そして彼はこの件以来、偏頭痛に悩まされ、薬の服用が欠かせない体になっていた。
そんなある日、自分が住んでいたアパートの一室で同じような手口の殺人事件が発生する。キャンベルは見ることなく放置していた自分あての封筒に被害者の写真が入っていた。警察から捜査の指揮を頼まれたが断る。しかし、グリフィンから電話がかかってきて次の被害者を9時までに殺すというので、休職を返上して捜査を開始する。マスコミに女性の写真を流す。眼鏡に映った画像から勤め先は特定できたが、間に合わない。
次の写真が届く。犯人はキャンベルの勤務地のみならず精神科医ポリーの所まで訪ねる。追いつめるが逃げられ、ガソリンスタンドに火をつけられ、女性と警官3人が犠牲に。
精神科からキャンベルの診療のファイルやテープが盗まれ、昔の恋人の墓で接触するが、グリフィンはポリーを捕まえている場所まで連れて行く…。

## キャスト
| 役名                           | 俳優                   | 日本語吹替 | 日本語吹替   |
| 役名                           | 俳優                   | ソフト版   | テレビ東京版 |
| ------------------------------ | ---------------------- | ---------- | ------------ |
| ジョエル・キャンベル           | ジェームズ・スペイダー | 小山力也   | 田中秀幸     |
| デヴィッド・アレン・グリフィン | キアヌ・リーヴス       | 森川智之   | 小山力也     |
| ポリー・ベイルマン             | マリサ・トメイ         | 田中敦子   | 唐沢潤       |
| マイク・イビー                 | アーニー・ハドソン     | 仲野裕     | 内海賢二     |
| ホリス・マッキー               | クリス・エリス         | 廣田行生   | 土師孝也     |
| ミッチ・キャスパー             | ロバート・チッチーニ   | 小室正幸   | 中博史       |

- テレビ東京版：初回放送2005年4月21日 『木曜洋画劇場』 21:00-22:54

## スタッフ
- 監督：ジョー・チャーバニック
- 製作：クリス・エバーツ、エリオット・ルウィット、ジェフ・ライス
- 製作総指揮：パトリック・D・チョイ、ナイル・ニアミ、ポール・ポンピアン
- 原案：ダーシー・メイヤーズ、デヴィッド・エリオット
- 脚本：デヴィッド・エリオット、クレイ・エアーズ
- 撮影：マイケル・チャップマン